# Rhett Akins

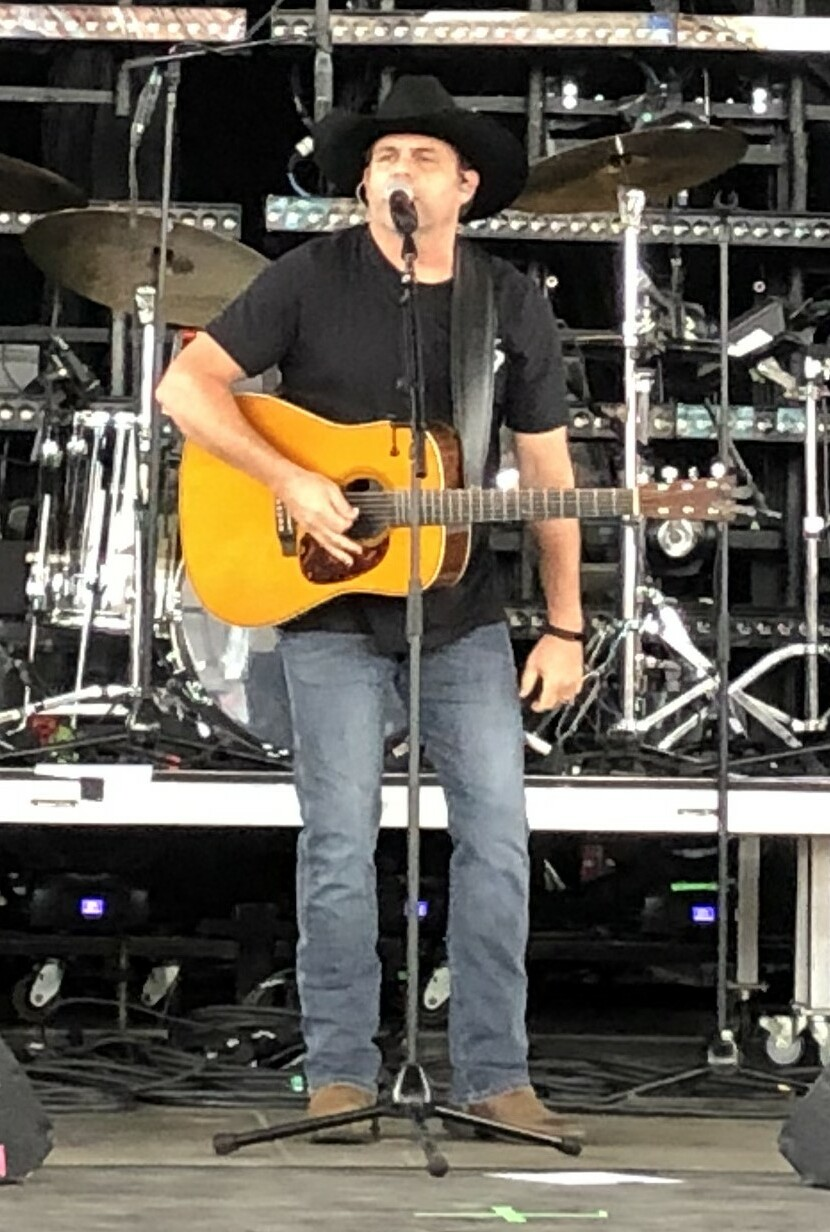
Rhett Akins (2019)

Rhett Akins (* 13. Oktober 1969 in Valdosta, Georgia) ist ein US-amerikanischer Country-Sänger und -Songschreiber. Seine größten Chart-Hits waren That Ain’t My Truck und Don’t Get Me Started, seine einzige Nummer eins als Sänger.

## Leben
Schon mit elf Jahren hatte Rhett eine eigene Band. 1992 zog er nach Nashville, um sein Glück als Countrysänger zu versuchen. Schnell erhielt er einen Plattenvertrag bei Decca, nachdem er einige Demo-Bänder an Major-Labels geschickt hatte. Im Jahre 1995 erschien sein Debütalbum A Thousand Memories, das stilistisch den Neo-Traditionalisten folgte. Zwei Titel, What They're Talkin’ About und I Brake for Brunettes, schafften den Sprung in die Top 40, aber erst That Ain’t My Truck verschaffte ihm den Durchbruch. 1996 folgte Don’t Get Me Started, ein Nummer-eins-Hit in den Country-Charts. Dieser Titel stammte aus seinem zweiten Album Somebody New.
1998 erschien die CD What Livin’s All About, die nur noch die Top 40 erreichte. Es enthält unter anderem die in Line-Dance-Clubs erfolgreiche Single Better Than It Used To Be. 2002 meldete er sich mit seinem vierten Album Friday Night In Dixie zurück, das im Southern-Rock-Sound gehalten war. Obwohl er an seine früheren Erfolge nicht mehr anknüpfen konnte, hielten ihm viele Radiostationen die Treue. Mit seinem fünften Album, People Like Me, löste er schon im Vorfeld heftige Debatten aus. Die ausgekoppelte Single mit dem vielsagenden Namen Kiss My Country Ass wurde von vielen Radiostationen abgelehnt.
Nachdem seine Solokarriere nicht mehr richtig in Schwung gekommen war, konzentrierte sich Akins auf das Schreiben für andere Künstler. Viele große Namen der Country-Szene haben seine Lieder aufgenommen und damit Hits gelandet, darunter Brooks & Dunn, Luke Bryan, Josh Turner, Chris Young, Tim McGraw oder Blake Shelton.
Akins ist der Vater von Thomas Rhett, der den Erfolg seines Vaters seit 2012 zumindest als Sänger übertroffen hat.

## Diskografie

### Alben
| Jahr | Titel                                                   | Höchstplatzierung, Gesamtwochen, AuszeichnungChartsChartplatzierungen (Jahr, Titel, Platzierungen, Wochen, Auszeichnungen, Anmerkungen) | Anmerkungen         |
| Jahr | Titel                                                   | Country | Anmerkungen         |
| ---- | ------------------------------------------------------- | --- | ------------------- |
| 1995 | A Thousand Memories                                     | Country45 (65 Wo.)Country |                     |
| 1996 | Somebody New                                            | Country13 (21 Wo.)Country |                     |
| 1998 | What Livin’s All About                                  | Country33 (16 Wo.)Country |                     |
| 2002 | Friday Night in Dixie                                   | Country65 (3 Wo.)Country |                     |
| 2010 | Michael Waddell’s Bone Collector: The Brotherhood Album | Country47 (12 Wo.)Country | mit Dallas Davidson |

Weitere Alben
- 2007: People Like Me
- 2008: Down South

### Singles
| Jahr | Titel Album                                      | Höchstplatzierung, Gesamtwochen, AuszeichnungChartsChartplatzierungen (Jahr, Titel, Album, Platzierungen, Wochen, Auszeichnungen, Anmerkungen) | Anmerkungen |
| Jahr | Titel Album                                      | Country | Anmerkungen |
| ---- | ------------------------------------------------ | --- | ----------- |
| 1994 | What They’re Talkin’ About A Thousand Memories   | Country35 (20 Wo.)Country |             |
| 1995 | I Brake for Brunettes A Thousand Memories        | Country36 (14 Wo.)Country |             |
| 1995 | That Ain’t My Truck A Thousand Memories          | Country3 (21 Wo.)Country |             |
| 1995 | She Said Yes A Thousand Memories                 | Country17 (22 Wo.)Country |             |
| 1996 | Don’t Get Me Started Somebody New                | Country1 (21 Wo.)Country |             |
| 1996 | Love You Back Somebody New                       | Country38 (13 Wo.)Country |             |
| 1996 | Every Cowboy’s Dream Somebody New                | Country51 (10 Wo.)Country |             |
| 1997 | Somebody Knew Somebody New                       | Country69 (1 Wo.)Country |             |
| 1997 | More Than Everything What Livin’s All About      | Country41 (20 Wo.)Country |             |
| 1998 | Better Than It Used to Be What Livin’s All About | Country47 (11 Wo.)Country |             |
| 1998 | Drivin’ My Life Away Black Dog O.S.T.            | Country56 (9 Wo.)Country |             |
| 2002 | Highway Sunrise Friday Night in Dixie            | Country55 (3 Wo.)Country |             |
| 2003 | In Your Love Friday Night in Dixie               | Country57 (2 Wo.)Country |             |
| 2005 | Kiss My Country Ass People Like Me               | Country57 (4 Wo.)Country |             |

Weitere Singles
- 2006: If Heaven Wasn’t So Far Away
- 2008: Down South
- 2009: Hung Up

### Gastbeiträge
| Jahr | Titel Album                      | Höchstplatzierung, Gesamtwochen, AuszeichnungChartsChartplatzierungen (Jahr, Titel, Album, Platzierungen, Wochen, Auszeichnungen, Anmerkungen) | Anmerkungen      |
| Jahr | Titel Album                      | Country | Anmerkungen      |
| --- | -------------------------------- | --- | ---------------- |
| Folgende Lieder erschienen nicht als Single, wurden aber durch das Album zum Download und Streaming bereitgestellt und konnten somit eine Platzierung erlangen: |                                  | |                  |
| |                                  | |                  |
| 2017 | Drink a Little Beer Life Changes | Country42 (1 Wo.)Country | mit Thomas Rhett |